# 朱岳楷
朱岳楷，中國清朝官員，江蘇人。朱岳楷历任福建省闽清县、古田县、屏南县、建宁县和惠安县等县份的行政长官，於1740年（乾隆5年）接替袁本濂，於台灣擔任台灣府台湾县知縣。管轄約今台灣南部之嘉義縣、嘉義市、台南縣、市全境及高雄縣部份區域。該區域面積約為4500平方公里，也是清治時期漢人集中地所在。